# Petre Grigoraș
Petre Grigoraș (* 15. November 1964 in Poduri) ist ein ehemaliger rumänischer Fußballspieler und derzeitiger -trainer. Er bestritt in seiner aktiven Laufbahn insgesamt 256 Spiele in der rumänischen Divizia A und der bulgarischen A Grupa.

## Spielerkarriere
Die Karriere von Grigoraș begann im Jahr 1984 bei Aripile Bacău in der Divizia C. Nach dem Aufstieg 1985 kämpfte er mit seinen Klub gegen den Abstieg, der im Jahr 1987 nicht mehr zu vermeiden war. Nach 22 Toren in der Saison 1987/88 in der Divizia C wechselte er zum Lokalrivalen SC Bacău in die Divizia A. Im Jahr 1989 verpflichte ihn der Spitzenklub Steaua Bukarest. Nach der Vizemeisterschaft 1990 schloss er sich Ligakonkurrent Farul Constanța an. In der Saison 1990/91 kam er lediglich auf einen Einsatz, bevor er in der Spielzeit 1991/92 zu alter Stärke zurückkehrte und seinem Team mit zehn Treffern den Klassenerhalt sicherte.
Im Sommer 1992 verließ Grigoraș Rumänien und wechselte zu Dobrudscha Dobritsch in die bulgarische A Grupa. Ein Jahr später nahm ihn der amtierende Meister Lewski Sofia unter Vertrag. Dort konnte er sich nicht durchsetzen und schloss sich bereits in der Winterpause dem Ligakonkurrenten Lokomotive Plowdiw an. Im Sommer 1994 kehrte er nach Rumänien zu Farul zurück. Nach abermals zehn Toren in der Saison 1994/95 wechselte er zu Universitatea Cluj, kehrte jedoch bereits ein Jahr später nach Constanța zurück. Nach drei weiteren Spielzeiten, in denen sich der Klub stets im unteren Mittelfeld platzieren konnte, beendete er im Sommer 1999 seine aktive Laufbahn.

## Trainerkarriere
Nach dem Ende seiner aktiven Laufbahn im Jahr 1999 wurde Grigoraș Assistenztrainer bei seinem früheren Klub Farul Constanța. Nach dem Abstieg Faruls in die Divizia B im Sommer 2000 wurde er zum Cheftrainer. Nach dem Aufstieg 2001 sicherte er sich mit seinem Klub den Klassenerhalt 2002. Nach einem schlechten Start in die Spielzeit 2002/03 wurde er im August 2002 entlassen. Er übernahm den FC Onești in der Divizia B. Nach dem verpassten Aufstieg betreute er in der Saison 2003/04 Ligakonkurrent Petrolul Moinești, ehe er im Sommer 2004 zu Farul zurückkehrte. In der Spielzeit 2004/05 führte er sein Team auf den fünften Tabellenplatz der Divizia A. Ende Oktober 2005 wurde er wieder entlassen.
Zu Beginn des Jahres 2006 wurde Grigoraș als Nachfolger von Aurel Șunda Cheftrainer von Oțelul Galați. Nach einem Platz im Mittelfeld in der Saison 2005/06 schloss er die Spielzeit 2006/07 auf dem fünften Platz ab, was die Qualifikation zum UI-Cup 2007 bedeutete. Nach einer weiteren Saison im oberen Mittelfeld wurde die Saison 2008/09 auf dem zwölften Platz beendet und Grigoraș wurde durch Dorinel Munteanu ersetzt. Er heuerte bei Ligakonkurrent Politehnica Iași an, wurde dort aber im April 2010 angesichts des drohenden Abstiegs entlassen und durch Dumitru Dumitriu ersetzt. Im Oktober 2010 wurde er Cheftrainer von Pandurii Târgu Jiu. Nach dem Klassenerhalt 2011 führte er sein Team ein Jahr später auf den siebenten Rang, ehe er in der Spielzeit 2012/13 zur Winterpause auf dem vierten Platz liegend entlassen wurde. Grigoraș kehrte zu Oțelul zurück, mit dem er sich den Klassenerhalt sicherte.
Im August 2013 wurde Grigoraș Cheftrainer von CFR Cluj, wurde dort aber im Dezember 2013 bereits wieder entlassen. Im April 2014 übernahm er als Nachfolger von Cristian Pustai den Trainerposten bei Pandurii Târgu Jiu. Im Dezember 2014 trennten sich die Wege wieder. Anschließend musste er mehr als ein Jahr warten, ehe ihn ASA Târgu Mureș Ende Dezember 2015 verpflichtete. Im Februar 2016 verließ er den Klub wieder. Im März 2016 beerbete bei ACS Poli Timișoara Florin Marin. Nach nur einem Sieg in neun Spielen trennten sich die Wege im Mai 2016 wieder. Zu Beginn der Spielzeit 2016/17 wurde Grigoraș Cheftrainer von Pandurii Târgu Jiu. Mit dem ambitionierte Verein holte er bis zur Winterpause lediglich 24 Punkte und wurde im Januar 2017 wieder entlassen.